# سیدسل وولد
سیدسِل وُولد (نروژی: Sidsel Wold) زادهٔ ۲۳ فوریه ۱۹۵۹م، در اسلو، یک نویسنده و خبرنگار نروژی است.
 وی بیشتر به خاطر تهیهٔ گزارشهای خبری از خاورمیانه و از جمله ایران، برای بزرگترین شبکه رادیو و تلویزیون نروژ(ان‌ارکو) شناخته می‌شود.

## پیشینه
دوره کودکی و نوجوانی سیدسِل وُولد، در اسلو و  بروم، سپری شد. سیدسِل، در سال ۱۹۷۸م، به اسرائیل سفر کرد. در اسرائیل وی، مدتی، در یک مزرعهٔ کیبوتص کار کرد و زبان عبری را آموخت. سپس وی مدتی دیدار جوانان نروژی، از شهرک‌های اشتراکی کیبوتص، در اسرائیل را مدیریت کرد.
سیدسِل وُولد، تاریخ، علوم سیاسی و زبان روسی را در دانشگاه اسلو فرا گرفته‌است. وی از سال ۱۹۸۷ تا ۱۹۸۸م، با تهیه خبر، برای یک هفته نامه سراسری در نروژ، وارد حرفه خبرنگاری شد.

### سابقه خدمت در (ان‌ارکو)
سیدسِل وُولد، بعد از اتمام تحصیلات در مدرسه عالی خبرنگاری نروژ، در سال ۱۹۹۰م، ابتدا به عنوان مجری و گزارشگر خبری برای رادیو؛ و سپس از سال ۲۰۰۰م، برای تلویزیون، مشغول کارشد. 
وی از سال ۲۰۰۳ تا ۲۰۰۴م، همزمان با تحصیل زبان عربی در اورشلیم، به صورت کارمزد، مشغول حرفهٔ خبرنگاری بود. بین سالهای ۲۰۰۷ تا ۲۰۱۱م، سیدسِل وُولد، در حین سکونت در اورشلیم به عنوان خبرنگار ان‌ارکو در خاورمیانه، مسئول تهیه گزارش از منطقه بود. در سال ۲۰۱۶م، سیدسِل وُولد، بعد از سفر به ترکیه؛ و استقرار در استانبول، به تهیه اخبار مربوط به خاورمیانه ادامه داد.
در سال ۱۹۸۰م، سیدسِل وُولد، در شُرُف گرویدن به آیین یهودیت بود. در دهه ۲۰۰۰م، وی مدتی در سازمان صلح برای اسرائیل MIFF فعال بود؛ اما مورد انتقاد این سازمان واقع شد، زیرا آنها معتقد بودند که گزارشهای سیدسِل وُولد، به نفع فلسطین و یک طرفه است.
سیدسِل وُولد، بارها موفق به دریافت جایزه در رشته خبرنگاری شده‌است. از جمله جایزه دورنما، از سازمان نروژی حمایت از پناهندگان (۲۰۱۱م). و جایزه اوسیتزکی (۲۰۱۸م) به خاطر گزارش‌هایی که وی از خاورمیانه تهیه کرده‌است.

## یادداشت
1. ↑  https://snl.no/Morgenbladet